# Kazuhiro Kuramochi
Kazuhiro Kuramochi (倉持和博?, Kuramochi Kazuhiro; 9 aprile 1981) è un giocatore di football americano giapponese, che gioca come offensive lineman.